# Purshia subintegra
Purshia subintegra là loài thực vật có hoa trong họ Hoa hồng. Loài này được (Kearney) Henrickson miêu tả khoa học đầu tiên năm 1986.